# Marie Askehave
Marie Askehave (Nibe, 21 november 1973) is een Deense actrice en zangeres. 
Zij bezocht de Statens Teaterskole van 1999 tot 2003. Zij is getrouwd met de acteur David Owe en zij hebben samen een dochter. Zij heeft diverse film- en tv-rollen gehad, maar werd internationaal bekend door haar rol in Forbrydelsen (The Killing I) als spin doctor van burgemeesterskandidaat Troels Hartmann. 
Onder haar eigen platenlabel Ash Jazz verscheen in maart 2007 haar debuutalbum Detour. 

## Filmografie
- Hjemve (2007)
- Rene Hjerter  (2006)

## Tv-series
- Mr. Poxycat og Co. (2007)
- Forbrydelsen (2007)
- Store Drømme (2009)
- Den som dræber (2011)
- Borgen (2012)
- Midsomer Murders (1 aflevering, 2014)
- Bedrag (Follow the money) seizoen 3 (2019)

## Toneel
- Tak, så er det nok for i aften (2003/2004)
- Historier om Pandabjørne fortalt af en Saxofonist med en Veninde i Frankfurt (2004)
- En Skærsommernats Drøm (2004/2005)
- Frode og alle de andre rødder (2005)
- Cirkusrevyen  (2005)
- Et Juleeventyr  (2005)
- Den Blinde Maler (2008)
- Sønderborg Sommerrevy (2008)

## Discografie
- Detour (2007)